# Басіна Маріам Григорівна
Басіна Маріам Григорівна (Бассіна) (* 1920 — 2 листопада 2001, Львів) — українська радіоспортсменка-короткохвильовичка (опізнавальне число U5BB), тренерка, радистка-учасниця Другої світової війни. Нагороджена орденом Червоної Зірки та медалями, майстер спорту СРСР, заслужений тренер УРСР.

## Життєпис
Захоплення радіоаматорством їй прищепив старший брат (опізнавальне число U3QQ); вступає до Московського інституту інженерів зв'язку, в часі навчання була активною операторкою інститутських колективних радіокоманд. За активну позицію в радіолюбительстві нагороджена почесними значками «Активіст-любитель 1 ст.» та «Короткохвильовик Осовіахіму».
Учасниця Другої світової війни, закінчила військовий шлях 9 травня 1945 року, молодша лейтенантка зв'язку.
1946 року приїздить до Львова, працює в обласному радіоклубі. 1947 року її зусиллями в клубі відкрито колективну ЛРС — UB5KBA, яку й очолювала протягом 20-ти років.
1952 року однією з перших в тодішній УРСР виконує норматив, «Майстер радіолюбительського спорту ДОСААФ СРСР» — власне, виконала двічі — по короткохвильовому радіозв'язку та по швидкісній радіотелеграфії.
1963 року стає майстром спорту СРСР.
1967 року призначена директоркою однієї з перших в СРСР ДЮСШ з радіоспорту, де працювала до виходу на пенсію.
Виховала багатьох чемпіонів УРСР та СРСР по радіоспорту, переможців та призерів міжнародних змагань.
Серед її вихованців — «швидкісники» Рогаченко Ірина та Корякін Юрій, «короткохвильовичка» Гончарська Єлена, «багатоборка» Горбкова Віра (Львів).
Входила в склад ФРС УРСР, нагороджена значком «Почесний радист СРСР», делегатка багатьох з'їздів оборонних товариств УРСР та СРСР.
Працювала на громадських засадах суддею змагань різних рангів по всіх видах радіоспорту.
Похована на Янівському цвинтарі.